# Gymnostachyum glabrum
Gymnostachyum glabrum är en akantusväxtart som först beskrevs av Dalz., och fick sitt nu gällande namn av T. Anders.. Gymnostachyum glabrum ingår i släktet Gymnostachyum och familjen akantusväxter. Inga underarter finns listade i Catalogue of Life.